# USS Allen M. Sumner (DD-692)
L'USS Allen M. Sumner (DD-692) est un destroyer, navire de tête de sa classe en service dans la marine des États-Unis pendant la Seconde Guerre mondiale. Il est nommé en l'honneur de l'officier Allen Melancthon Sumner (en).
Sa quille est posé le 7 juillet 1943 au chantier naval Federal Shipbuilding and Drydock Company de Kearny, dans le New Jersey. Il est lancé le 15 décembre 1943 ; parrainé par la veuve du capitaine Sumner, et mis en service au New York Navy Yard le 26 janvier 1944 sous le commandement du commander Norman J. Sampson.

## Historique

### Seconde Guerre mondiale

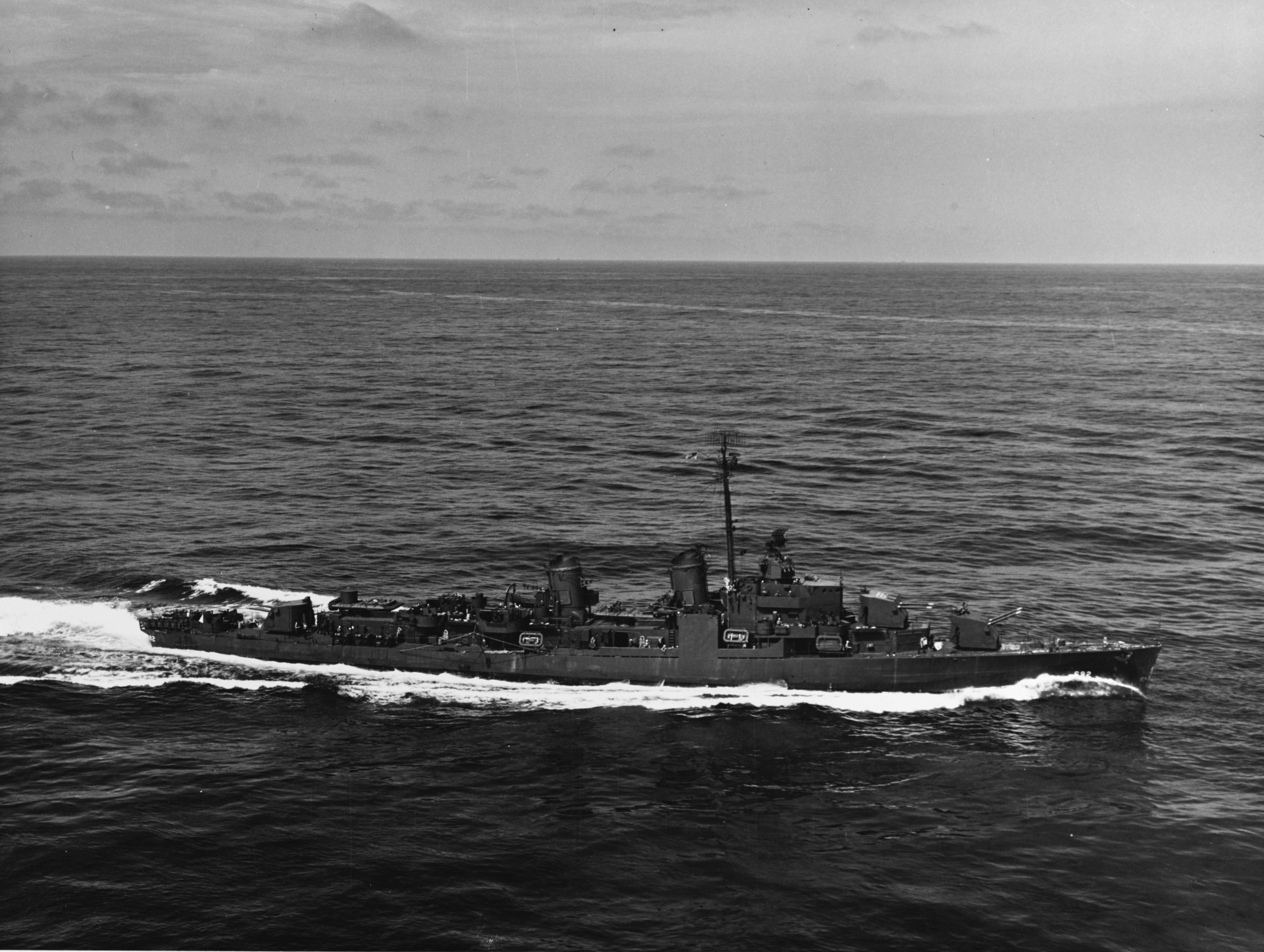
LAllen M. Sumner dans l'Atlantique le 26 mars 1944.

L’Allen M. Sumner se rend dans la zone des Bermudes dans le cadre d’une série de missions d’entraînement pré-déploiement. Le 12 août 1944, il traverse le canal de Panama pour rejoindre Pearl Harbor. Le 23 octobre, elle a rejoint la Fast Carrier Task Force, la principale force américaine déployée dans le Pacifique, au sein duquel il opère pendant la toute la durée de la Seconde Guerre mondiale. Durant l'année 1944, il opère au large des Philippines. Au soir du 2 décembre, en compagnie des destroyers Cooper et Moale, l'Allen M. Sumner est attaqué par l'aviation japonaise. L'attaque blesse un officier et 12 matelots. Il enchaîne ensuite la bataille de la Baie d'Ormoc en décembre.
À compter du 2 janvier 1945, le destroyer participe à l'invasion du golfe de Lingayen sous l'attaque incessante de kamikazes. Il est touché par l'un d'eux le 6 janvier, l'attaque faisant 14 morts et 19 blessés. Bien qu'endommagé, le navire soutient la bataille de Luçon jusqu'au 14 janvier. Il est réparé en cale sèche flottante sur l'USS ABSD-4 à Seeadler Harbor avant de revenir en Californie.
De retour le 10 avril, l'Allen M. Sumner patrouille le long de la côte ouest et est de nouveau déployé dans le Pacifique occidental qu'il rejoint durant l'été. Après la capitulation japonaise, le navire patrouille au large de l'archipel japonais pendant plusieurs semaines avant d'entamer son voyage du retour vers le continent américain.

### Après-guerre
À son arrivée en octobre 1945, le bâtiment sert de plate-forme d’entraînement pour les futurs équipages de destroyers.
Entre-temps, il soutient en mai 1946 l'opération Crossroads, avant de débuter une longue croisière en Extrême-Orient à compter de février 1947. Au début de 1949, le navire est réaffecté à la flotte de l'Atlantique depuis sa base de Norfolk et opère brièvement avec la 6e flotte en mer Méditerranée entre novembre 1950 et mars 1951. L'Allen M. Sumner participe à plusieurs entraînements le long de la côte Est et dans les Antilles, en particulier dans le domaine de la lutte ASM.

### Années 1950
Le 24 avril 1953, le destroyer appareille de Norfolk pour un déploiement en Asie dans le cadre de la guerre de Corée. Au sein de la Task Force 77, il opère en tant que navire de lutte anti-sous-marine en escortant les porte-avions qui déploient leurs avions en Corée du Nord. Durant l'été, les opérations cessent et l'Allen M. Sumner rejoint le continent américain qu'il atteint le 27 octobre, en compagnie de la TF 95. Les huit ans suivants, l'Allen M. Sumner alterne entre les opérations le long de la côte Est et des Antilles et sept déploiements dans les eaux européennes.
Après une révision en janvier 1962, il sert entre mars et septembre de nouveau avec la 6e flotte. Lors de la crise des missiles cubains en octobre 1962, l'Allen M. Sumner est l'un des premiers navires de guerre à être déployé au large de Cuba. À l'issue de cette opération, il rejoint la base navale de Mayport, en Floride, et sert de navire-école pour les aspirants. Cette routine est interrompue au printemps 1965, lorsqu'il est déployé au large de la République dominicaine en proie à des troubles politiques.

### Guerre du Viêt Nam

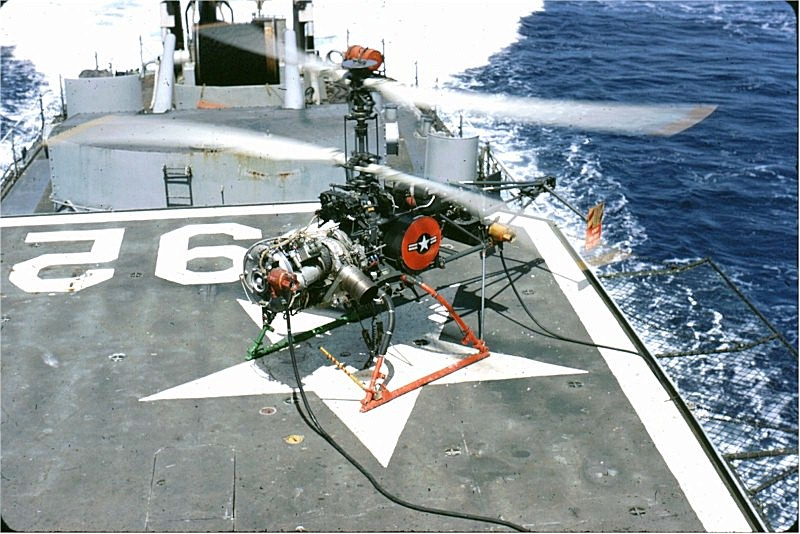
Un drone de lutte anti-sous-marine Gyrodyne QH-50 DASH a bord du DD-693 en 1967 au large du Vietnam.

Le 7 février 1967, le destroyer quitte Mayport pour son premier et unique déploiement dans la zone de guerre du Viêt Nam. Lorsqu'il rejoint le golfe du Tonkin, l'Allen M. Sumner sert de navire de contrôle pour le Long Beach, surveillant par radar le golfe. Après une participation à une opération logistique qui dura jusqu'au 11 avril, il rejoint l'écran du porte-avions Hancock pour un voyage à Sasebo, au Japon. Il rejoint ensuite le croiseur australien Hobart pour apporter un soutien au bombardement des navires de combat engagés dans l'opération Beau Charger, un assaut amphibie menée près de la zone démilitarisée à la fin du mois de mai. Il rejoint ensuite les porte-avions rapides avec qui il opère jusqu'au 10 juin. Son déploiement s'achève durant août au cours duquel il fait route vers les États-Unis.

### Fin de carrière

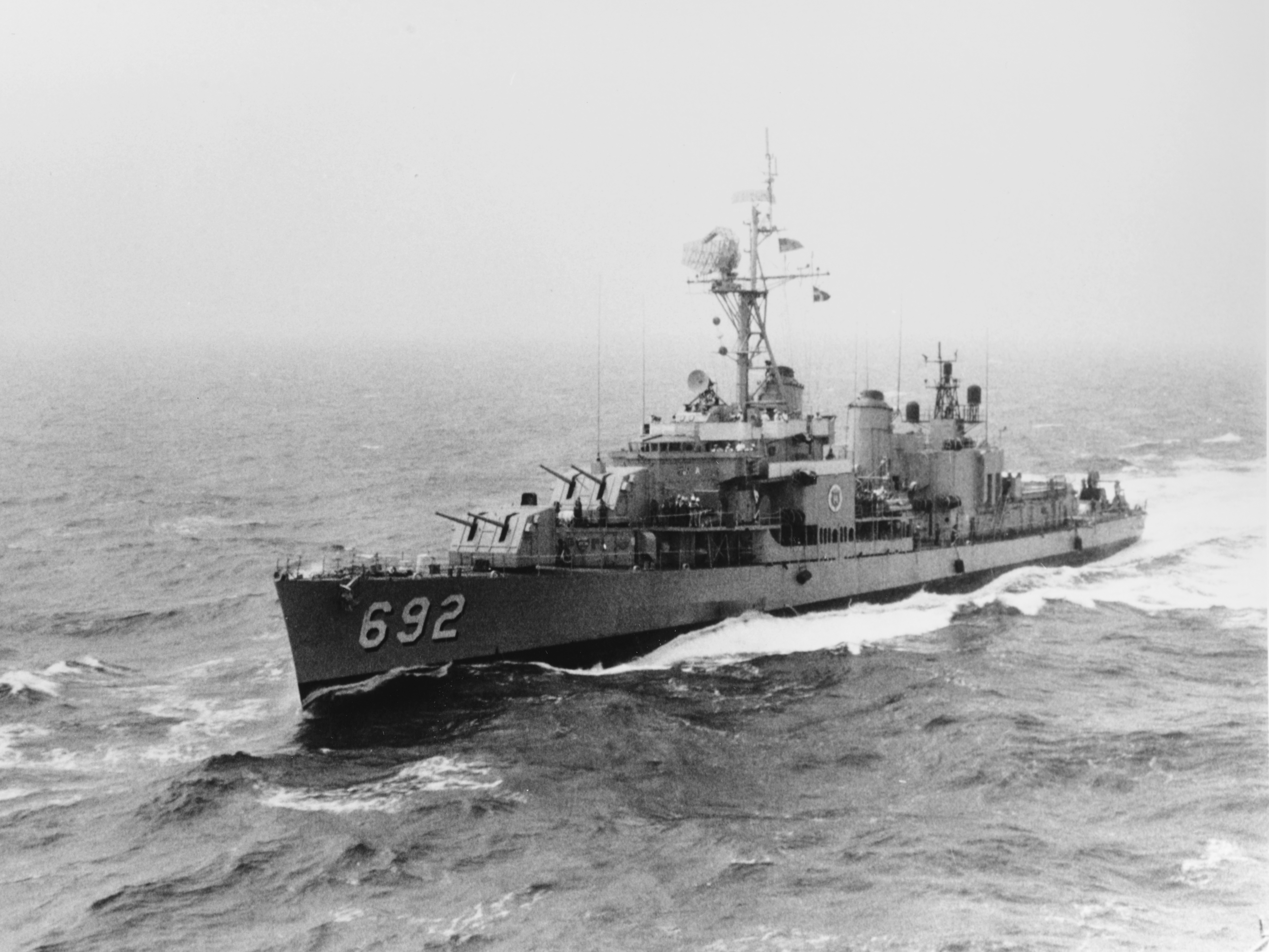
LAllen M. Sumner en 1970.

Tout au long de 1968, il navigue dans les eaux des Antilles, apportant fréquemment un soutien à la base navale de la baie de Guantánamo à Cuba. En mai 1969, il se rend en Angleterre et dans les eaux du nord de l'Europe pour participer à une revue de l'OTAN célébrant le 20e anniversaire de l'alliance. Revenu à Mayport le 10 octobre, le destroyer entame le dernier déploiement de sa carrière en Méditerranée le 27 août 1970. À compter du 1er juillet 1971, il sert de navire d’entraînement de la réserve navale et déménage à Baltimore, dans le Maryland, à la mi-août. L'Allen M. Sumner est affecté à cette tâche jusqu'au 15 août 1973, date à laquelle il est retiré du service à Philadelphie. Le 16 octobre 1974, il est vendu à la société Union Minerals & Alloy Corp. pour une mise au rebut.

## Décorations
L'Allen M. Sumner a reçu deux battles stars durant la Seconde Guerre mondiale, une pendant la guerre de Corée et deux autres pendant la guerre du Vietnam.